# Athetis fusca
Athetis fusca är en fjärilsart som beskrevs av Farren. Athetis fusca ingår i släktet Athetis och familjen nattflyn. Inga underarter finns listade i Catalogue of Life.